# 范布倫縣 (阿肯色州)
范布倫縣（英語：Van Buren County）是美国阿肯色州中北部的一個縣，面積1,876平方公里。根據2020年美國人口普查，共有人口16,192人。縣治克林頓（Clinton）。本縣建於1833年11月11日，以紀念建州時的美国副总统（後來當選總統）的马丁·范布伦。
本縣為一禁酒的縣。